# ديزة أسطوانية
ديزة أسطوانية (الاسم العلمي:Disa cylindrica) هي نوع من النباتات تتبع جنس الديزة من الفصيلة السحلبية.